# Warin von Poitou
Warin von Poitou, (latinisiert auch Warinus oder Gerinus, frz. auch Gairin oder Guérin, aber auch Gerin, Garin und Gerwin) († 679 in Poitou) war Graf von Paris und Graf des Poitou. Er ist ein Heiliger und Märtyrer und Stammvater der mächtigen Adelsfamilie der Widonen.

## Familie
Sein Vater Bodilon war wie er schon Graf von Paris, seine Mutter Sigrada vom Elsass wurde später heiliggesprochen. Verheiratet war er mit Gunza von Trier.

## Leben
Warin, geboren in Autun wuchs am Hofe von Chlothar II. auf. Er war fränkischer Statthalter in der Provinz Poitou. Kurz nach seinem Bruder Leodegar wurde er der Verschwörung gegen den König beschuldigt und getötet.
Sein katholischer Gedenktag ist der 2. Oktober, das Schutzengelfest, an dem auch sein Bruder verehrt wird.
Er hatte drei Kinder:
- Doda von Poitiers (659 – 678)
- Liutwin (Trier), Graf von Poitiers (660 – 722)
- Grimgert, Graf von Paris (667)

## Weblink
- Eintrag unter www.heiligenlexikon.de

| Personendaten    | Personendaten                      |
| ---------------- | ---------------------------------- |
| NAME             | Warin von Poitou                   |
| KURZBESCHREIBUNG | Heiliger und Märtyrer              |
| GEBURTSDATUM     | 6. Jahrhundert oder 7. Jahrhundert |
| STERBEDATUM      | 679                                |
| STERBEORT        | Poitou                             |